# Ascorachnis
× Ascorachnis, (abreviado Ascns) en el comercio, es un híbrido intergenérico entre los géneros de orquídeas Arachnis × Ascocentrum. Fue publicado en Orchid Rev. 75(890) noh: 1 (1967).